# Мазепа Ігор Всеволодович
Ігор Всеволодович Мазепа (6 листопада 1966, м. Київ, Україна — 20 березня 2021, м. Київ, Україна) — український військовослужбовець, волонтер, геральдист, громадський діяч.

## Життєпис
Ігор Мазепа народився у місті Києві.
Засновник та керівник Міжнародної громадської організації «Родина Мазеп» (2009—2021) та громадської організації «Всесвітня генеральна асамблея нащадків козацьких родів» (2017—2021).
Входив до Комісії державних нагород та геральдики при президентові України. Автор статуту ордена «Народний Герой України».

## Нагороди
- орден князя Ярослава Мудрого V ступеня (2018) — за значний особистий внесок у державне будівництво, соціально-економічний, науково-технічний, культурно-освітній розвиток Української держави, вагомі трудові досягнення, багаторічну сумлінну працю[5].
- орден «За заслуги» III ступеня (2008) — за вагомий особистий внесок у справу єднання українського народу, розбудову демократичної, соціальної і правової держави та з нагоди Дня Соборності України[6].
- відзнака Президента України — Хрест Івана Мазепи (2016) — за значний особистий внесок у державне будівництво, соціально-економічний, науково-технічний, культурно-освітній розвиток України, вагомі трудові здобутки та високий професіоналізм[7].